# 新日特季亞 (希羅克區)
47°44′59″N 33°33′14″E / 47.74972°N 33.55389°E
新日特蒂亞（烏克蘭語：Нове Життя）是烏克蘭中部的村莊，隸屬第聶伯羅彼得羅夫斯克州的克里維里赫區。該村距離亞歷山德里夫卡1.5公里，海拔高度99米，2001年人口54。